# Franz Wangermée
Franz Wangermée (Jumet, (nu: Charleroi), provincie Henegouwen, 2 november 1894 – Etterbeek, 17 februari 1967) was een Belgisch componist, muziekpedagoog en dirigent.

## Levensloop
Wangermée studeerde muziek aan het conservatorium van Charleroi en later aan het Koninklijk Conservatorium te Brussel. In 1913 ging hij in de militaire dienst. Daar deed hij een opleiding tot kapelmeester. In 1934 werd hij kapelmeester bij de Muziekkapel van het 7e Linie-Regiment te Mechelen. In deze tijd was hij ook docent voor trompet aan het Koninklijk Conservatorium in Brussel. Onder andere heeft hij gesoleerd in de première van Concert voor trompet van de Belgische componist Léon Stekke (1904-1970) in 1939. In 1946 werd hij tot dirigent van het Groot Harmonieorkest van de Belgische Gidsen in Brussel beroepen. In deze functie bleef hij tot hij met pensioen ging.

## Composities

### Werken voor orkest
- Métropole

### Werken voor harmonieorkest
- Dance des Petits Sabots
- Fantasie Wallone sur des Airs du Pays de Charleroi
- Marche pour le Quatrième Régiment de Carabiniers Cyclistes
- Prince Baudouin Mars

### Pedagogische werken
- Méthode pour trompette, cornet, bugle, cor, alto, baryton

- Gemeinsame Normdatei: 114752114X
- Virtual International Authority File: 7878151247963144270009
- WorldCat: E39PBJrCfVXKywV3hkJWvmJ4bd